# Giuseppe Capotondi
Giuseppe Capotondi (ur. 1 stycznia 1968 w Corinaldo) – włoski reżyser filmowy i telewizyjny, zajmujący się również tworzeniem teledysków.
Jego fabularny debiut, Podwójna godzina (2009) z Ksenią Rappoport i Filippo Timim w rolach głównych, startował w sekcji konkursowej na 66. MFF w Wenecji. Kolejny film Capotondiego, Obraz pożądania (2019) z gwiazdorską obsadą, wyselekcjonowano jako film zamknięcia na 76. MFF w Wenecji.